# Til ægteskabet os skiller
Til ægteskabet os skiller (originaltitel Heartburn) er et amerikansk filmdrama fra 1986, instrueret af Mike Nichols. 
Det er historien om Rachel (Meryl Streep), der forelsker sig i Mark (Jack Nicholson). De bliver gift og får datteren Annie (Mamie Gummer/datter af Meryl) Det hele er det rene idyl, men da Rachel bliver gravid igen, finder hun ud af, at Mark er hende utro. Nu bliver det et mareridt for Rachel, som i forvejen var bange for at blive skilt. Hun bliver nødt til at finde ud af, om hun vil tilbage til Mark eller blive hos sin far i New York.

## Medvirkende
- Meryl Streep – Rachel Samstat
- Jack Nicholson – Mark Forman
- Jeff Daniels – Richard
- Maureen Stapleton – Vera
- Stockard Channing – Julie Siegel
- Richard Masur – Arthur Siegel
- Catherine O'Hara – Betty
- Steven Hill – Harry Samstat
- Milos Forman – Dmitri
- Mamie Gummer – Annie Forman (as Natalie Stern)
- Karen Akers – Thelma Rice
- Aida Linares – Juanita
- Anna Maria Horsford ... Della, Harry's Maid
- Ron McLarty – Det. Andrew O'Brien
- Kenneth Welsh – Dr. Appel

## Eksterne Henvisninger
- Til ægteskabet os skiller på Internet Movie Database (engelsk)
- Til ægteskabet os skiller på Filmdatabasen
- Til ægteskabet os skiller i Svensk Filmdatabas (svensk)
- Til ægteskabet os skiller på AlloCiné (fransk)
- Til ægteskabet os skiller på MovieMeter (nederlandsk)
- Til ægteskabet os skiller på AllMovie (engelsk)
- Til ægteskabet os skiller hos American Film Institute (engelsk)
- Til ægteskabet os skillers profil hos Encyclopædia Britannica Online (engelsk)
- Til ægteskabet os skiller på Turner Classic Movies (engelsk)
- Til ægteskabet os skiller på The Movie Database (engelsk)
- Filmplakat